# Смоки Хил
Смоки Хил (енгл. Smoky Hill River) је река која протиче кроз САД. Дуга је 927 km. Протиче кроз америчке савезне државе Колорадо и Канзас. Улива се у Канзас.